# Oconomowoc Lake
Oconomowoc Lake – wieś w Stanach Zjednoczonych, w stanie Wisconsin, w hrabstwie Waukesha.